# Cornelia Kristen
Cornelia Kristen (* 1972 in Pforzheim) ist eine deutsche Soziologin und seit 2010 Inhaberin des Lehrstuhls für Soziologie, insbesondere Sozialstrukturanalyse an der Universität Bamberg.

## Biografie
1992 nahm Cornelia Kristen das Studium der Diplom-Sozialwissenschaften an der Universität Mannheim auf und schloss es im Jahr 1998 ab. Eine Förderung des Deutschen Akademischen Austauschdienstes (DAAD) ermöglichte ihr 1995/96 einen integrierten Studienaufenthalt an der Indiana University Bloomington. Nach ihrem Studium war sie als wissenschaftliche Mitarbeiterin am Mannheimer Zentrum für Europäische Sozialforschung (MZES) tätig. Eine einjährige Marie Curie Fellowship der Europäischen Union führte sie 2001 an die Reichsuniversität Groningen, wo sie am Interuniversity Center for Social Science Theory and Methodology (ICS) forschte. Sie promovierte 2004 im Fach Soziologie (Dr. rer. soc.) an der Universität Mannheim.
Zwischen 2004 und 2008 arbeitete Cornelia Kristen als wissenschaftliche Assistentin am Lehrstuhl für Soziologie und Methodenlehre des Instituts für Soziologie der Universität Leipzig. Im Jahr 2008 wurde sie an die Georg-August-Universität Göttingen berufen. Im Rahmen der Exzellenzinitiative leitete sie dort zunächst als Juniorprofessorin und seit 2009 als Professorin eine Free Floater Nachwuchsgruppe zum Thema Ethnische Bildungsungleichheit. Im Jahr 2010 folgte sie einem Ruf an die Otto-Friedrich-Universität Bamberg und ist seitdem Inhaberin des Lehrstuhls für Soziologie, insbesondere Sozialstrukturanalyse. Mit ihrem Wechsel nach Bamberg übernahm sie zudem die Leitung der Migrationssäule des Nationalen Bildungspanels (NEPS). Im Jahr 2017 verbrachte sie ein Semester als Distinguished Visiting Fellow am Graduate Center der City University of New York (CUNY). In ihrer Forschung beschäftigt sie sich mit Problemstellungen der Migrationsforschung. Dabei spielen Fragen zur Eingliederung von Zuwanderern und ihren Nachkommen sowie Phänomene der internationalen Migration eine wichtige Rolle. Bildungssoziologische Themen bilden einen weiteren Schwerpunkt.
Cornelia Kristen ist seit 2020 Herausgeberin der Kölner Zeitschrift für Soziologie und Sozialpsychologie (KZfSS). Im Nationalen Bildungspanel (NEPS) leitet sie den Bereich Bildungserwerb von Migranten im Lebensverlauf. Sie ist außerdem Senior Research Fellow in der Infrastruktureinrichtung Soziooekonomisches Panel (SOEP) am Deutschen Institut für Wirtschaftsforschung (DIW).